# Igor Bogaczyński
Igor Bogaczyński (7 de noviembre de 2003) es un deportista polaco que compite en atletismo, especialista en las carreras de velocidad. En los Juegos Europeos de Cracovia 2023 consiguió una medalla de plata en la prueba de 4 × 400 m mixto.

## Palmarés internacional
| Juegos Europeos | Juegos Europeos   | Juegos Europeos  | Juegos Europeos |
| Año             | Lugar             | Medalla          | Prueba          |
| --------------- | ----------------- | ---------------- | --------------- |
| 2023            | Chorzów (Polonia) | Medalla de plata | 4 × 400 m mixto |